# 国鉄チキ1500形貨車
国鉄チキ1500形貨車（こくてつチキ1500がたかしゃ）は、かつて日本国有鉄道（国鉄）およびその前身である鉄道省等に在籍した貨車（長物車）である。
本形式の元になったチキ1000形および派生形式であるチキ800形、チキ2500形についてもここで解説する。

## 概要

### チキ1000形
チキ1000形は、35 t積の汎用長物車で、1928年（昭和3年）度から1929年（昭和4年）度にかけて200両（チキ1000 - チキ1199）が汽車製造、日本車輌製造および川崎車輛で製作された。荷台の寸法は長さ12,800 mm、幅2,350 mmで、床面積は3.1 m2。全長は13,600 mm、全高は2,935 mm、自重は15.7 tである。
車体はそれまで製作された長物車の床面は木製であったが、積み付け時に破損しやすかったため、強度の面から全鋼製とした。床上には転動防止のため、12本の荷摺木を持つ。側面の片側12箇所に柵柱受けがあり、高さ1,890 mmの鋼製柵柱を任意の4か所に立てることができた。
ブレーキ装置はKC203形空気ブレーキと側ブレーキである。台車はアーチバー式の2軸ボギー台車TR20を装備する。最高運転速度は75 km/h。台車中心間距離は9,500mmで、台車間の台枠中梁は高さを増した魚腹型である。自重は15.3 t - 16.0 tで、換算両数は積車4.0、空車1.6である。
第二次世界大戦中は戦時増積により、40 t積で使用された。1968年（昭和43年）度末には185両が在籍していたが、1971年（昭和46年）から老朽廃車が開始された。晩年は操重車の控車など、事業用車代用とし使用された車両も少なくはなく、1983年（昭和58年）に形式消滅した。

### 年度別製造数
各年度による製造会社と両数は次のとおりである。
- 昭和3年度 - 44両
  - 汽車製造 24両（チキ1000 - チキ1023）
  - 日本車輌製造 20両（チキ1024 - チキ1043）
- 昭和4年度 - 156両
  - 日本車輌製造 76両（チキ1044 - チキ1071、チキ1124 - チキ1171）
  - 川崎車輛 56両（チキ1072 - チキ1099、チキ1172 - チキ1199）
  - 汽車製造 24両（チキ1100 - チキ1123）

### チキ1500形
チキ1500形は、チキ1000形の後継形式で1934年（昭和9年）から1943年（昭和18年）にかけて918両（チキ1500 - チキ2417）が川崎車輛で製作された。日本の長物車では最多両数である。
車体はチキ1000形に準じているが、旅客列車と連結して最高速度95 km/hとするため、台車は鋳鋼製の高速2軸ボギー台車TR24を装備した。当時の貨車としては最速の部類である。台車の軸距が1,900 mmに伸びた関係で、台車中心間距離は9,270 mmとなった。自重は16.2 tで、換算両数は積車4.0、空車1.6である。
ブレーキ装置はKC203形空気ブレーキと側ブレーキとしたが、チキ1630以降はブレーキ装置がKC254形空気ブレーキに変更されている。また、側ブレーキも車端寄りに変更された。
1968年度末には881両が在籍していたが、その後他形式への改造が行われたほか、1970年（昭和45年）から老朽廃車が開始され、1983年（昭和58年）に形式消滅した。

### チキ800形
チキ800形は、1937年（昭和12年）に登場した25 t積み二軸ボギー長物車である。簡易線建設用のレール輸送に用いる事業用車として26両（チキ800 - チキ825）が川崎車輛で製造され、施設局に配属された。構造は先に製造されたチキ1000形の廉価版ともいうべきもので、基本寸法や形態は同形式とほぼ同じながら、溶接を多用した軽量構造とされ、側面の柵柱受けは片側8か所となり、最高速度も65 km/hに抑えられた。荷重が減らされたのは、軸重による運用制限をなくすためである。自重は14.3 tで、換算両数は積車3.0、空車1.4である。
1968年（昭和43年）10月1日ダイヤ改正以降は、速度制限車として運用された。在籍両数は1967年度末現在で10両であったが、1968年度末には1両に減少し、翌1969年度に形式消滅した。

### チキ2500形
チキ2500形は、1943年（昭和18年）に製造された樺太庁鉄道向けのチキ1500形同等車を、内地で使用することにして鉄道省に編入したもので、34両（チキ2500 - チキ2533）が製造された。車体や台車は、チキ1500形同等であるが、連結器の高さが樺太用として内地用に比べて180 mm低い700 mmであった。また、同年から製造が開始された戦時型のチキ3000形と同様、側面の柵柱受けが片側8箇所であった。
戦後は他のチキと同様に全国で使用され、1968年度末には18両が在籍していたが、1977年（昭和52年）度に形式消滅した。

## 改造

### 火砲搭載車
1943年（昭和20年）2月ごろから終戦時にかけて軍の命令によって火砲搭載車の製作があった。使用目的等については軍事機密に属することで詳細に知ることはできなかったが、敵前上陸に備え沿岸警備のため製作されたものだとかいわれていた。構造はチキ1500形を使用し、床面中央部に鋼板を張り、その上に野砲の架台をボルトにより固定するもので、さらに両側面を広くするため側梁にあおり戸式の床面を新設した。なお車両を固定するため、側梁に側梁とレールを緊締する金具を取り付け、車両の移動を防ぐ構造となっていた。完成後、房総半島において試射があった。

### チホニ900形
日本を占領した連合軍の自動車輸送用の車両（連合軍専用客車）。チキ1500形から編入した車両が2両（チキ1694 → チホニ906 → チホニ1904、チキ2223 → チホニ912）あった。

### TR41B台車への交換（計画のみ）
ワキ1000形の最高速度をワキ1形に合わせるため、チキ1500形が装備しているTR24とワキ1000形が装備しているTR41B台車を交換する計画があったが、実現しなかった。

### チキ4700形
鋼板専用車として1969年（昭和44年）から1970年（昭和45年）に20両（チキ4700 - チキ4719）がチキ1500形から改造された。西八幡駅に常備され、鹿児島本線上戸畑信号場 - 篠栗線篠栗駅間で運用されたが、1983年（昭和58年）までに廃車となった。なお、チキ4700形にはほかに4750番台が存在したが、こちらはチキ4500形の改造車である。

### チキ4800形
鉄鋼コイル専用車として1969年（昭和44年）から1970年（昭和45年）に14両（チキ4800 - チキ4813）がチキ1500形から改造された。改造に際しては荷摺木を撤去し、コイル受台を3個追加した。同用途の貨車はほかにトキ15000形を改造したトキ21000形・トキ21100形貨車が存在したが、長物車を種車としたため、長物車に分類されている。西八幡駅に常備され、鹿児島本線上戸畑信号場 - 篠栗線篠栗駅間で運用されたが、1985年（昭和60年）に形式消滅した。

### チキ4900形
インゴット及びスクラップ専用車として1970年（昭和45年）に13両（チキ4900 - チキ4912）が国鉄若松工場で改造された。往路はインゴット及び船舶用プロペラシャフト、復路はスクラップを輸送する。
床板上に鋼製の妻板とあおり戸が設けられており、インゴットを輸送する際は側面のあおり戸を内側に倒し、その上に積載する。
スクラップを輸送する際はあおり戸を立てて、無蓋車の様にして積載していた。
上戸畑信号場に常備され、鹿児島本線上戸畑信号場 - 長崎本線浦上駅間で運用されたが、1976年（昭和51年）に形式消滅した。

### ヤ300形
1968年（昭和43年）度に川崎車輛にて2両（ヤ300 - ヤ301）がチキ800形より改造されたロングレール輸送車である。車体色は黄1号。
2両の外観は大きく異なっており最高速度は65 km/hである。大阪局草津レールセンター向日町支所に配属されていたが1979年（昭和54年）に廃車となり形式消滅した。